# Strada statale 419 della Serra
La ex strada statale 419 della Serra (SS 419), ora strada provinciale 419 della Serra, è una strada provinciale italiana che percorre un tratto del versante settentrionale della lunga collina della Serra morenica di Ivrea, che divide l'alto Canavese dal Biellese, in Piemonte.

Ha la funzione di collegare Ivrea con Biella dalla parte settentrionale dell'Anfiteatro morenico di Ivrea, senza passare da sud, e percorrendone anche alcuni tratti suggestivi dal punto di vista turistico e paesaggistico.
Ha inizio a Borgofranco d'Ivrea a circa 10 km nord da Ivrea, attraversa un tunnel di circa 1 km sotto la collina, quindi attraversa il torrente Viona e infine si innesta nella ex Strada statale 338 di Mongrando, a circa 15 km sud di Biella.

## Storia
La strada statale 419 fu istituita nel 1963 con il seguente itinerario: "Innesto Strada statale n. 338 di Mongrando presso l’abitato di Mongrando - La Serra - Valle del Viona - Settimo Vittone - Innesto Strada statale n. 26 della Valle d’Aosta."
In seguito al decreto legislativo n. 112 del 1998, dal 2001 venne declassificata e trasferita alla Regione Piemonte che ha provveduto all'immediato trasferimento dell'infrastruttura alla Provincia di Biella e alla Provincia di Torino per le tratte territorialmente competenti.